# Shigeru Sarusawa
Shigeru Sarusawa (jap. 猿沢 茂 Sarusawa Shigeru; ur. 30 stycznia 1960) – japoński piłkarz.

## Kariera klubowa
Od 1982 do 1991 roku występował w klubie Mazda.

## Kariera reprezentacyjna
W 1979 roku Shigeru Sarusawa zagrał na Mistrzostwach Świata U-20.